# Матушевський Олег Іванович
Олег Іванович Матушевський (нар. 19 лютого 1995, Львів, Україна) — український футболіст, центральний центральний захисник франківського «Прикарпаття».

## Життєпис
Народився у Львові. З 2008 по 2012 рік виступав за львівські «Карпати» у ДЮФЛУ. Влітку 2012 року захищав кольори «Погоні» в юнацькому чемпіонаті Львівської області. У 2013 році перебрався до «Чорноморця», де спочатку виступав за юнацьку команду, а згодом — й за молодіжну. На початку липня 2015 року повернувся до «Погоні», у складі якої виступав у чемпіонаті Львівської області. На початку березня 2016 року підсилив «Самбір», який також виступав у чемпіонаті Львівської області. У сезоні 2015/16 років виступав у чемпіонаті Львівської області з футзалу за «Черляни».
На початку липня 2016 року перейшов до «Львова», який після тривалої паузи повернувся до всеукраїнських змагань (команда стартувала в аматорському чемпіонаті України). А вже наступного сезону команда заявилася для участі в професіональних змаганнях. На професіональному рівні дебютував за «Львів» 9 липня 2017 року в переможному (1:0) домашньому поєдинку 1-го попереднього раунду кубку України проти кременчуцького «Кременя». Олег вийшов на поле в стартовому складі та відіграв увесь матч, а на 66-ій хвилині отримав жовту картку. У Другій лізі України дебютував 15 липня 2017 року в переможному (4:3) домашньому поєдинку 1-го туру групи А проти чернівецької «Буковини». Матушевський вийшов на поле в стартовому складі та відіграв увесь матч. У сезоні 2017/18 років зіграв 23 матчі в Другій лізі України та 3 поєдинки у кубку України.
У середині липня 2018 року підсилив «Калуш». У футболці городян дебютував 18 липня 2018 року в переможному (4:3, серія післяматчевих пенальті) домашньому поєдинку першого відбіркового раунду кубку України проти чернівецької «Буковини». Олег вийшов на поле в стартовому складі та відіграв увесь матч. У Другій лізі України дебютував 22 липня 2018 року в переможному (1:0) домашньому поєдинку 1-го туру групи А проти «Минаю». Матушевський вийшов на поле в стартовому складі та відіграв увесь матч. У складі «Калушу» провів два сезони, за цей час у Другій лізі України зіграв 42 матчі, ще 5 матчів відіграв у кубку України.
З липня по серпень 2020 року виступав за теребовлянську «Ниву» в чемпіонаті Тернопільської області. Наприкінці серпня 2020 року підписав контракт з «Карпатами». У футболці галицького клубу дебютував 28 серпня 2020 року в програному (1:2) домашньому поєдинку 1-го раунду кубку України проти тернопільської «Ниви». Олег вийшов на поле в стартовому складі та відіграв увесь матч. За «Карпати» в Другій лізі України дебютував 6 вересня 2020 року в нічийному (2:2) домашньому поєдинку 1-го туру групи А проти борщагівської «Чайки». Матушевський вийшов на поле в стартовому складі та відіграв увесь матч. Першим голом у професіональній кар'єрі відзначився 17 жовтня 2020 року на 82-ій хвилині програного (2:3) виїзного поєдинку 7-го туру групи А Другої ліги України проти вишгородського «Діназу». Олег вийшов на поле в стартовому складі та відіграв увесь матч. У сезоні 2020/21 років зіграв 22 матчі (1 гол) у Другій лізі України та 1 поєдинок у кубку України.
Наприкінці липня 2021 року перебрався до «Прикарпаття». У футболці франківського клубу дебютував 18 серпня 2021 року в переможному (6:2) виїзному поєдинку 2-го попереднього раунду кубку України проти підмонастирського «Фенікса». Матушевський вийшов на поле в стартовому складі та відіграв увесь матч. У Першій лізі України дебютував 24 липня 2021 року в переможному (6:0) виїзному поєдинку 1-го туру проти «Ужгорода». Олег вийшов на поле в стартовому складі та відіграв увесь матч.

## Освіта
У 2017 році закінчив Львівський Державний Університет Фізичної Культури за спеціальністю «Спорт, фітнес і рекреація».